# Sénat (Madagascar)
Pour les autres articles nationaux ou selon les autres juridictions, voir Sénat.
Palais de Verre
Le Sénat (en malgache : Antenimierandoholona) est la chambre haute du parlement bicaméral de Madagascar.
Le Sénat a pour première vocation de représenter les régions. En plus de ses fonctions législatives et de contrôle, le Sénat a également un rôle d'organe consultatif pour le gouvernement sur les questions économiques, sociales et d'organisation territoriale.

## Histoire
Mis en place en 1960 et aboli en 1968, le Sénat est recréé par la révision constitutionnelle de 1998. Le cadre juridique a été précisé par l'ordonnance du 28 décembre 2000 portant loi organique relative au Sénat et par un décret du 8 janvier 2001. À la suite de la transformation des provinces en régions, et au référendum portant sur les institutions organisé en 2007, la composition du Sénat a été modifiée par une ordonnance du 27 février 2008.

## Composition
Le Sénat est composé de 18 sénateurs renouvelés tous les cinq ans, dont deux tiers élus au scrutin indirect par les élus régionaux et municipaux et le tiers restant nommé par le président de la république. Avant la  réforme institutionnelle de 2020, le total de sénateur était de 63, répartis selon les mêmes ratios, soit 42 élus, avec 7 par provinces. Les membres élus le sont au scrutin proportionnel plurinominal à raison de deux sénateurs pour chacune des six provinces du pays. Les grands électeurs votent pour des listes fermées, sans panachage ni vote préférentiel, et les sièges sont répartis après décompte des voix selon la règle du quotient électoral et de la plus forte moyenne. Le président malgache nomme quant à lui trois sénateurs sur proposition de groupes des secteurs économiques et sociaux, et trois autres pour leurs compétences dans un domaine particulier,,.

### Nominations
La nomination des 6 sénateurs restants doit intervenir dans les 21 jours suivant la proclamation officielle des résultats de l'élection des sénateurs. La nomination peut être abrogée dans les mêmes formes pour des causes déterminantes et le Sénateur nouvellement nommé termine le mandat de son prédécesseur.
Avant l'abaissement à 18 en 2019, le total de sénateur était de 63 dont 21 nommés, en hausse depuis la création de la chambre, qui était à l'origine composée de 33 sénateurs, dont 11 nommés.

### Conditions
Éligibilité :
- âge minimum de 40 ans ;
- être électeur ;
- être domicilié sur le territoire de la République ;
- être en règle vis-à-vis de la législation et de la réglementation fiscales et avoir acquitté tous les impôts et taxes exigibles de toute nature des trois précédentes années.

Incompatibilités :
- tout emploi public excepté l'enseignement ainsi qu'avec la qualité de membre du gouvernement ;
- les fonctions de président de la République, membre de la Haute cour constitutionnelle, médiateur de la République, magistrat des cours et tribunaux, membre du conseil national électoral ;
- l'exercice de fonctions conférées par un État étranger ou une organisation internationale et rémunérées sur leurs fonds;
- l'exercice de fonctions d'avocat qui ne doit exercer aucun acte de sa profession pendant la durée de son mandat.

## Liste des présidents
| Nom                           | Mandat | Mandat   |
| Nom                           | Début  | Fin      |
| ----------------------------- | ------ | -------- |
| Jules Ravony                  | 1960   | 1963     |
| Siméon Japhet                 | 1963   | 1968     |
| Honoré Rakotomanana           | 2001   | 2002     |
| Guy Rajemison Rakotomaharo    | 2002   | 2008     |
| Yvan Randriasandratriniony    | 2008   | 2010     |
| Honoré Rakotomanana           | 2016   | 2017     |
| Rivo Rakotovao                | 2017   | 2021     |
| Herimanana Razafimahefa       | 2021   | 2023     |
| Richard Ravalomanana(intérim) | 2023   | en cours |

## Réforme de 2019

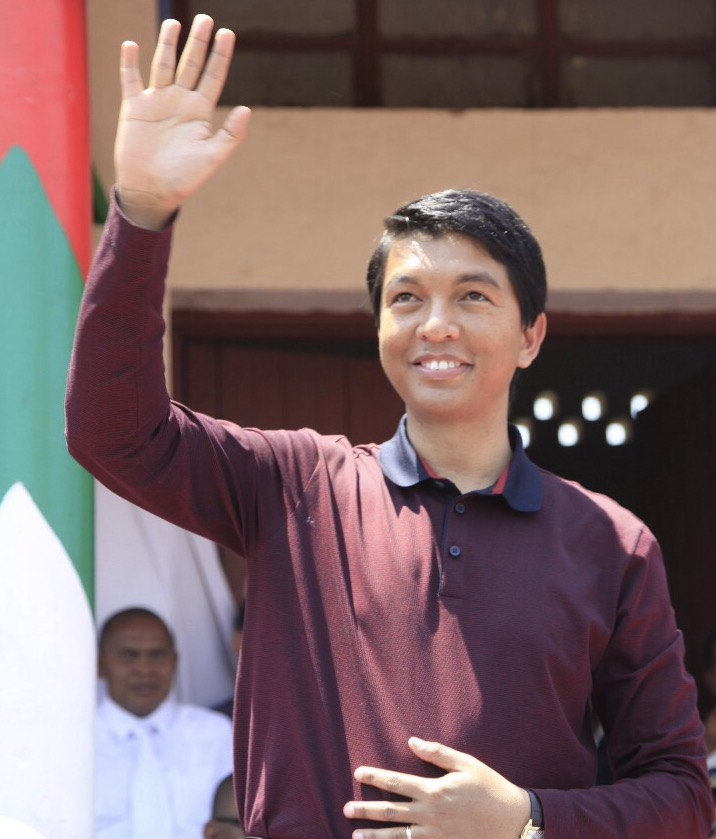
Le président Andry Rajoelina

Le nombre de sénateurs passe de 63 à 18 en mai 2019, sur décision du président Andry Rajoelina, celui ayant auparavant tenté de le supprimer par un référendum constitutionnel, suivant des promesses de campagne faites par Rajoelina avant son élection quelques mois plus tôt en décembre 2018 lors de l'élection présidentielle. Est alors proposée la suppression de la chambre haute du pays, ainsi que l'octroi de davantage de pouvoir aux autorités régionales.
Le gouvernement justifie le projet par la nature « budgétivore » du Sénat, dont la suppression permettrait des économies devant servir à financer la construction d'universités dans chaque région du pays. La suppression d'autres institutions serait également prévue, bien que non encore dévoilée.
Les 22 régions de Madagascar se verraient par ailleurs dotées de gouverneurs, en lieu et place des chefs de régions. Ceux-ci seraient dotés de plus de pouvoirs et de ressources propres, afin de rendre effective la décentralisation dans le pays.
Le référendum est initialement prévu pour le 27 mai 2019 en même temps que les élections législatives. Cette annonce faite le 21 avril par le président Andry Rajoelina est cependant aussitôt remise en cause, seul le parlement pouvant convoquer un référendum constitutionnel, après un vote du projet au trois quarts de ses membres.
Or, le parlement n'ayant pas été renouvelé à temps pour éviter une vacance après l'expiration du mandat des députés élus en 2013, le président est depuis investi d'une partie du pouvoir législatif. Il peut ainsi légiférer par ordonnances jusqu'aux législatives de mai 2019. Rajoelina interprète cette situation comme l'autorisant à convoquer un référendum par décret.
Le 25 avril, la Haute Cour constitutionnelle (HCC) rend un avis défavorable, le président de la République n'étant ainsi habilité à organiser un référendum que de consultation ou de ratification, et non en matière de révision constitutionnelle. L'avis de la HCC est non contraignant, mais Rajoelina annonce le regretter mais le respecter, sans pour autant renoncer à l'organisation à terme du scrutin, une fois passées les législatives,.
Au cours du conseil des ministres du 22 mai 2019, Andry Rajoelina modifie finalement par ordonnance la loi relative au fonctionnement du Sénat, abaissant le nombre de sénateurs de 63 à 18, dont douze élus au scrutin indirect et 6 nommés par le président de la République. Selon le gouvernement, cette baisse réduirait le budget de fonctionnement de la chambre haute de 43 à 23 milliards d’ariary (environ 10,5 et 5,6 millions d'euros). La décision de réduire le nombre de sénateurs, prise par ordonnance parmi plusieurs autres lors de la période ayant précédé les législatives de mai 2019 au cours de laquelle les deux chambres du parlement avaient délégué à titre temporaire leur pouvoir législatif au président, fait l'objet de plusieurs rebondissements. Les ordonnances sont en effet annulées une première fois en 2019 par la HCE faute d'avoir été ré-approuvées dans les délais par la nouvelle assemblée élue. Cette dernière, largement acquise au parti du président Rajoelina, les approuve rapidement avant leur passage au Sénat dont les membres, élus ou nommés en 2015, font alors partie de l'opposition et s'opposent à leur propre diminution, retardant considérablement la navette parlementaire,,. La ratification par l'assemblée, qui estime avoir le dernier mot dans ce domaine sans approbation du sénat, fait ensuite l'objet d'un recours devant la HCE. Le 4 septembre 2020, cette dernière juge constitutionnel le processus de ratification, permettant au gouvernement et à la Commission électorale nationale indépendante (CENI) de fixer les sénatoriales au 11 décembre suivant,.